# 가모촌 (돗토리현 도하쿠군)
가모촌(賀茂村)은 돗토리현에 있던 촌이다. 현재의 도하쿠군 미사사정의 일부에 해당한다.

## 역사
- 1889년 10월 1일 - 정촌제 시행에 의해 가와무라군 다카세촌이 성립하였다.
- 1896년 4월 1일 - 군의 통합에 의해 도하쿠군 다카세촌이 되었다.
- 1907년 10월 1일 - 다카세촌, 다케다촌과 합병해 아사히촌을 신설해 폐지되었다.

## 참고문헌
- 角川日本地名大辞典 31 鳥取県
- 『市町村名変遷辞典』東京堂出版、1990年。